# 楊徳準

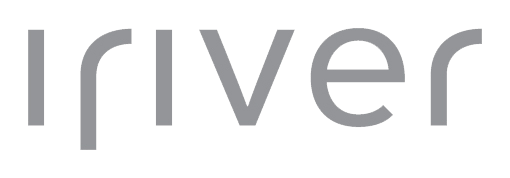
アイリバーのロゴ（2004～2010年頃）

楊 徳準（ヤン・トクジュン、韓国語: 양덕준、1951年1月17日 - 2020年6月9日）は、大韓民国の起業家・実業家。デジタルオーディオプレイヤーブランドのアイリバー創業者。慶尚北道大邸（現・大邱広域市）出身。

## 略歴
- 1970年 - 啓聖高等学校（大邸広域市西区）卒業
- 1974年 - 嶺南大学校 応用化学工学科卒業
- 1978年 - サムスン半導体入社
- 1985年 - サムスン電子 米国法人勤務
- 1988年 - サムスン電子 香港支店長
- 1991年 - サムスン電子 半導体部門輸出担当理事（取締役）
- 1998年 - レインコム（韓国語：레인콤、英語：Reigncom）創業。同社代表理事
- 2000年 - アイリバー代表理事
- 2005年 - 次世代PC産業協会 会長、モバイル3D標準化フォーラム 会長
- 2008年 - アイリバー退社。ミントパス（韓国語：민트패스）創業

### 受賞歴
- 2001年 - 韓国貿易協会 会長賞
- 2001年 - 韓国中小企業振興公団 理事長賞
- 2002年 - コリアデザインアワード 2002
- 2004年 - 韓国特許庁 特許技術賞